# Campeonato Brasileiro de Futebol de 1972 - Série B
O Campeonato Brasileiro de Futebol da Série B de 1972, originalmente denominado Campeonato Nacional de Clubes da Primeira Divisão pela CBD, foi a segunda edição dessa competição e teve o objetivo de ser a quinta edição do Torneio Norte-Nordeste, porém com os representantes do Norte disputando a primeira divisão do Campeonato Brasileiro, contou apenas com clubes nordestinos, especificamente 23 equipes da região. O Sampaio Corrêa do Maranhão se consagrou campeão após vencer o Campinense da Paraíba na final. Assim como na edição anterior, o campeão também não foi promovido para a Série A. Após esta edição a competição não voltou a ser realizada nos anos de 1973 a 1979, só regressando em 1980, com o nome de Taça de Prata.
O artilheiro desse campeonato foi Pelezinho, jogador do Sampaio Corrêa, com 8 gols marcados. A decisão foi realizada no dia 17 de dezembro, entre Sampaio Corrêa e Campinense, no Estádio Nhozinho Santos, em São Luís, Maranhão.

## Regulamento
Todos os 23 clubes foram divididos em quatro grupos, sendo 3 grupos com 6 cada e 1 grupo com 5 clubes, jogando dentro dos grupos um jogo de ide e volta, classificando-se os 2 melhores de cada grupo para a segunda fase do torneio. Na segunda fase, as 8 equipes restantes foram divididas em 2 grupos com quatro equipes cada, também com as equipes jogando dentro de cada grupo em turno e returno, os campeões dos grupos decidiram o campeonato. A final foi disputada em partida única, em caso de empate, é prorrogação se persistir no empate, a decisão iria para os pênaltis.

## Participantes
| Time                | Cidade           | UF                  | Part. |
| ------------------- | ---------------- | ------------------- | ----- |
| Alecrim             | Natal            | Rio Grande do Norte | 1ª    |
| América-PE          | Recife           | Pernambuco          | 1ª    |
| América-RN          | Natal            | Rio Grande do Norte | 1ª    |
| Alagoinhas          | Alagoinhas       | Bahia               | 1ª    |
| Botafogo-PB         | João Pessoa      | Paraíba             | 1ª    |
| Calouros do Ar      | Fortaleza        | Ceará               | 1ª    |
| Campinense          | Campina Grande   | Paraíba             | 2ª    |
| Central             | Caruaru          | Pernambuco          | 1ª    |
| Confiança           | Aracaju          | Sergipe             | 1ª    |
| CSA                 | Maceió           | Alagoas             | 1ª    |
| Ferroviário-MA      | São Luís         | Maranhão            | 1ª    |
| Ferroviário-PE      | Recife           | Pernambuco          | 2ª    |
| Flamengo-PI         | Teresina         | Piauí               | 2ª    |
| Fluminense de Feira | Feira de Santana | Bahia               | 1ª    |
| Fortaleza           | Fortaleza        | Ceará               | 1ª    |
| Guarany             | Sobral           | Ceará               | 2ª    |
| Itabaiana           | Itabaiana        | Sergipe             | 2ª    |
| Maguari             | Fortaleza        | Ceará               | 1ª    |
| Moto Club           | São Luís         | Maranhão            | 1ª    |
| River               | Teresina         | Piauí               | 2ª    |
| Sampaio Corrêa      | São Luís         | Maranhão            | 1ª    |
| São Domingos        | Marechal Deodoro | Alagoas             | 1ª    |
| Tiradentes          | Teresina         | Piauí               | 1ª    |

- Part - Participações

### Federações
| Clubes | Federação                                             |
| ------ | ----------------------------------------------------- |
| 4      | Ceará                                                 |
| 3      | Maranhão, Pernambuco, Piauí                           |
| 2      | Alagoas, Bahia, Rio Grande do Norte, Paraíba, Sergipe |

## Primeira Fase[3]
| Pts – Pontos; J – Jogos; V - Vitória; E - Empates; D - Derrotas; GF – gols a favor; GC – gols contra; SG – Saldo de gols |

|  | Times Classificados para Segunda Fase |

### Grupo A
| Times | Times          | Pts | J  | V | E | D | GF | GC | SG |
| ----- | -------------- | --- | -- | - | - | - | -- | -- | -- |
| 1     | Sampaio Corrêa | 13  | 10 | 5 | 3 | 2 | 12 | 4  | +8 |
| 2     | Tiradentes-PI  | 12  | 10 | 4 | 4 | 2 | 12 | 9  | +3 |
| 3     | Moto Club      | 12  | 10 | 4 | 4 | 2 | 8  | 6  | +2 |
| 4     | Fortaleza      | 11  | 10 | 2 | 7 | 1 | 8  | 9  | -1 |
| 5     | Guarany        | 6   | 10 | 2 | 2 | 6 | 8  | 15 | -7 |
| 6     | Flamengo-PI    | 6   | 10 | 1 | 4 | 5 | 9  | 14 | -5 |

### Grupo B
| Times | Times            | Pts | J  | V | E | D | GF | GC | SG  |
| ----- | ---------------- | --- | -- | - | - | - | -- | -- | --- |
| 1     | Campinense       | 14  | 10 | 7 | 0 | 3 | 20 | 9  | +11 |
| 2     | América de Natal | 13  | 10 | 5 | 3 | 2 | 15 | 10 | +5  |
| 3     | River            | 12  | 10 | 5 | 2 | 3 | 14 | 14 | 0   |
| 4     | Ferroviário      | 12  | 10 | 4 | 4 | 2 | 12 | 9  | +3  |
| 5     | Maguari          | 5   | 10 | 2 | 1 | 7 | 7  | 15 | -8  |
| 6     | Calouros do Ar   | 4   | 10 | 1 | 2 | 7 | 11 | 22 | -11 |

### Grupo C
| Times | Times          | Pts | J | V | E | D | GF | GC | SG |
| ----- | -------------- | --- | - | - | - | - | -- | -- | -- |
| 1     | CSA            | 10  | 8 | 4 | 2 | 2 | 14 | 11 | +3 |
| 2     | América        | 10  | 8 | 4 | 2 | 2 | 8  | 9  | -1 |
| 3     | Botafogo-PB    | 9   | 8 | 3 | 3 | 2 | 13 | 8  | +5 |
| 4     | Alecrim        | 6   | 8 | 1 | 4 | 3 | 10 | 12 | -2 |
| 5     | Ferroviário-PE | 5   | 8 | 1 | 3 | 4 | 7  | 12 | -5 |

### Grupo D
| Times | Times               | Pts | J  | V | E | D | GF | GC | SG  |
| ----- | ------------------- | --- | -- | - | - | - | -- | -- | --- |
| 1     | Alagoinhas          | 19  | 10 | 9 | 1 | 0 | 21 | 5  | +16 |
| 2     | Itabaiana           | 11  | 10 | 4 | 3 | 3 | 13 | 10 | +3  |
| 3     | Central             | 10  | 10 | 3 | 4 | 3 | 9  | 9  | 0   |
| 4     | Confiança           | 7   | 10 | 2 | 3 | 5 | 10 | 15 | -5  |
| 5     | Fluminense de Feira | 7   | 9  | 1 | 5 | 3 | 9  | 16 | -7  |
| 6     | São Domingos        | 4   | 9  | 1 | 2 | 6 | 9  | 16 | -7  |

## Segunda Fase
| Pts – Pontos; J – Jogos; V - Vitória; E - Empates; D - Derrotas; GF – gols a favor; GC – gols contra; SG – Saldo de gols |

|  | Times Classificados para a Final |

### Grupo E
| Times | Times          | Pts | J | V | E | D | GF | GC | SG |
| ----- | -------------- | --- | - | - | - | - | -- | -- | -- |
| 1     | Sampaio Corrêa | 8   | 6 | 3 | 0 | 3 | 6  | 3  | +3 |
| 2     | Tiradentes-PI  | 8   | 6 | 3 | 0 | 3 | 6  | 3  | +3 |
| 3     | Itabaiana      | 4   | 6 | 1 | 2 | 3 | 2  | 5  | -3 |
| 4     | Alagoinhas     | 4   | 6 | 1 | 2 | 3 | 2  | 5  | -3 |

### Grupo F
| Times | Times      | Pts | J | V | E | D | GF | GC | SG |
| ----- | ---------- | --- | - | - | - | - | -- | -- | -- |
| 1     | Campinense | 12  | 6 | 6 | 0 | 0 | 11 | 2  | +9 |
| 2     | América-RN | 8   | 6 | 4 | 0 | 2 | 9  | 5  | +4 |
| 3     | CSA        | 2   | 6 | 1 | 0 | 5 | 3  | 8  | -5 |
| 4     | América-PE | 2   | 6 | 1 | 0 | 5 | 3  | 11 | -8 |

## Final
| 17 de dezembro de 1972 | Sampaio Corrêa | 1(5) – 1(1) | Campinense | Estádio Nhozinho Santos, São Luís (MA) |
|                        | Pelezinho 89'  |             | Valnir 37' | Árbitro: Ronald Monassa                |

|           |     | Penalidades |  |
| Neguinho: | 5–1 | Ivan Lopes: |  |

|  | Sampaio Corrêa | Campinense |

| SAMPAIO CORRÊA:        |  |                 |  |    |
|                        |  |                 |  |    |
| G                      |  | Jurandir        |  |    |
| LD                     |  | Célio Rodrigues |  |    |
| Z                      |  | Neguinho        |  |    |
| Z                      |  | Nivaldo         |  |    |
| LE                     |  | Valdecy Lima    |  |    |
| M                      |  | Gojoba          |  |    |
| M                      |  | Edmilson Leite  |  | a' |
| A                      |  | Lima            |  |    |
| A                      |  | Djalma          |  |    |
| A                      |  | Pelezinho       |  |    |
| A                      |  | Jaldemir        |  | b' |
| Substituição:          |  |                 |  |    |
|                        |  | Airton          |  | a' |
|                        |  | Prado           |  | b' |
| Treinador:             |  |                 |  |    |
| Marçal Tolentino Serra |  |                 |  |    |

| CAMPINENSE:   |  |            |  |    |
|               |  |            |  |    |
| G             |  | Olinto     |  |    |
| LD            |  | Miro       |  |    |
| Z             |  | Ivan Lopes |  |    |
| Z             |  | Deca       |  |    |
| LE            |  | Zé Preto   |  |    |
| M             |  | Vavá       |  |    |
| M             |  | Dão        |  |    |
| A             |  | Dinga      |  |    |
| A             |  | Erasmo     |  | a' |
| A             |  | Pedrinho   |  |    |
| A             |  | Valnir     |  |    |
| Substituição: |  |            |  |    |
|               |  | Edgar      |  | a' |
| Treinador:    |  |            |  |    |
| Zé Preto      |  |            |  |    |

## Classificação[5]
| Tabela de classificação | Tabela de classificação | Tabela de classificação | Tabela de classificação | Tabela de classificação | Tabela de classificação | Tabela de classificação | Tabela de classificação | Tabela de classificação | Tabela de classificação |
| Time | Time                    | PG                      | J                       | V                       | E                       | D                       | GP                      | GC                      | SG                      |
| --- | ----------------------- | ----------------------- | ----------------------- | ----------------------- | ----------------------- | ----------------------- | ----------------------- | ----------------------- | ----------------------- |
| 1 | Sampaio Corrêa          | 24                      | 17                      | 8                       | 6                       | 3                       | 19                      | 8                       | 11                      |
| 2 | Campinense              | 47                      | 18                      | 15                      | 2                       | 1                       | 32                      | 12                      | 20                      |
| 3 | Alagoinhas              | 36                      | 16                      | 11                      | 3                       | 2                       | 23                      | 10                      | 13                      |
| 4 | América-RN              | 30                      | 16                      | 9                       | 3                       | 4                       | 24                      | 15                      | 9                       |
| 5 | Tiradentes-PI           | 25                      | 16                      | 7                       | 4                       | 5                       | 18                      | 12                      | 6                       |
| 6 | Itabaiana               | 20                      | 16                      | 5                       | 5                       | 6                       | 15                      | 15                      | 0                       |
| 7 | CSA                     | 17                      | 14                      | 5                       | 2                       | 7                       | 17                      | 19                      | -2                      |
| 8 | América-PE              | 17                      | 14                      | 5                       | 2                       | 7                       | 11                      | 20                      | -9                      |
| 9 | River-PI                | 17                      | 10                      | 5                       | 2                       | 3                       | 14                      | 14                      | 0                       |
| 10 | Ferroviário-MA          | 16                      | 10                      | 4                       | 4                       | 2                       | 12                      | 9                       | 3                       |
| 11 | Moto Club               | 16                      | 10                      | 4                       | 4                       | 2                       | 8                       | 6                       | 2                       |
| 12 | Central                 | 13                      | 10                      | 3                       | 4                       | 3                       | 8                       | 9                       | -1                      |
| 13 | Fortaleza               | 13                      | 10                      | 2                       | 7                       | 1                       | 8                       | 9                       | -1                      |
| 14 | Botafogo-PB             | 12                      | 8                       | 3                       | 3                       | 2                       | 13                      | 8                       | 5                       |
| 15 | Confiança               | 9                       | 10                      | 2                       | 3                       | 5                       | 10                      | 15                      | -5                      |
| 16 | Fluminense de Feira     | 8                       | 9                       | 1                       | 5                       | 3                       | 9                       | 16                      | -7                      |
| 17 | Guarany                 | 8                       | 10                      | 2                       | 2                       | 6                       | 8                       | 15                      | -7                      |
| 18 | Alecrim                 | 7                       | 8                       | 1                       | 4                       | 3                       | 10                      | 12                      | -2                      |
| 19 | Flamengo-PI             | 7                       | 10                      | 1                       | 4                       | 5                       | 9                       | 14                      | -5                      |
| 20 | Maguari-CE              | 7                       | 10                      | 2                       | 1                       | 7                       | 7                       | 15                      | -8                      |
| 21 | Ferroviario-PE          | 6                       | 8                       | 1                       | 3                       | 4                       | 7                       | 12                      | -5                      |
| 22 | São Domingos            | 5                       | 9                       | 1                       | 2                       | 6                       | 9                       | 16                      | -7                      |
| 23 | Calouros do Ar          | 5                       | 10                      | 1                       | 2                       | 7                       | 11                      | 22                      | -11                     |
| PG – Pontos ganhos; J – Jogos disputados; V - Vitórias; E - Empates; D - Derrotas; GP – Gols pró; GC – Gols contra; SG – Saldo de gols |                         |                         |                         |                         |                         |                         |                         |                         |                         |

## Campeão
| Campeonato Brasileiro de 1972 - Série B  |
| Maranhão                                 |
| ---------------------------------------- |
| Sampaio Corrêa Futebol Clube (1º título) |